# Grünbach (Elbe)
Der (in der regionalen Sprachvarietät auch die) Grünbach oder Amselgrundbach ist ein südwärts fließender rechter Zufluss der Elbe aus dem Amselgrund im Nationalpark Sächsische Schweiz in Sachsen. Sein Lauf ist überwiegend durch Wanderwege erschlossen.

## Geographie

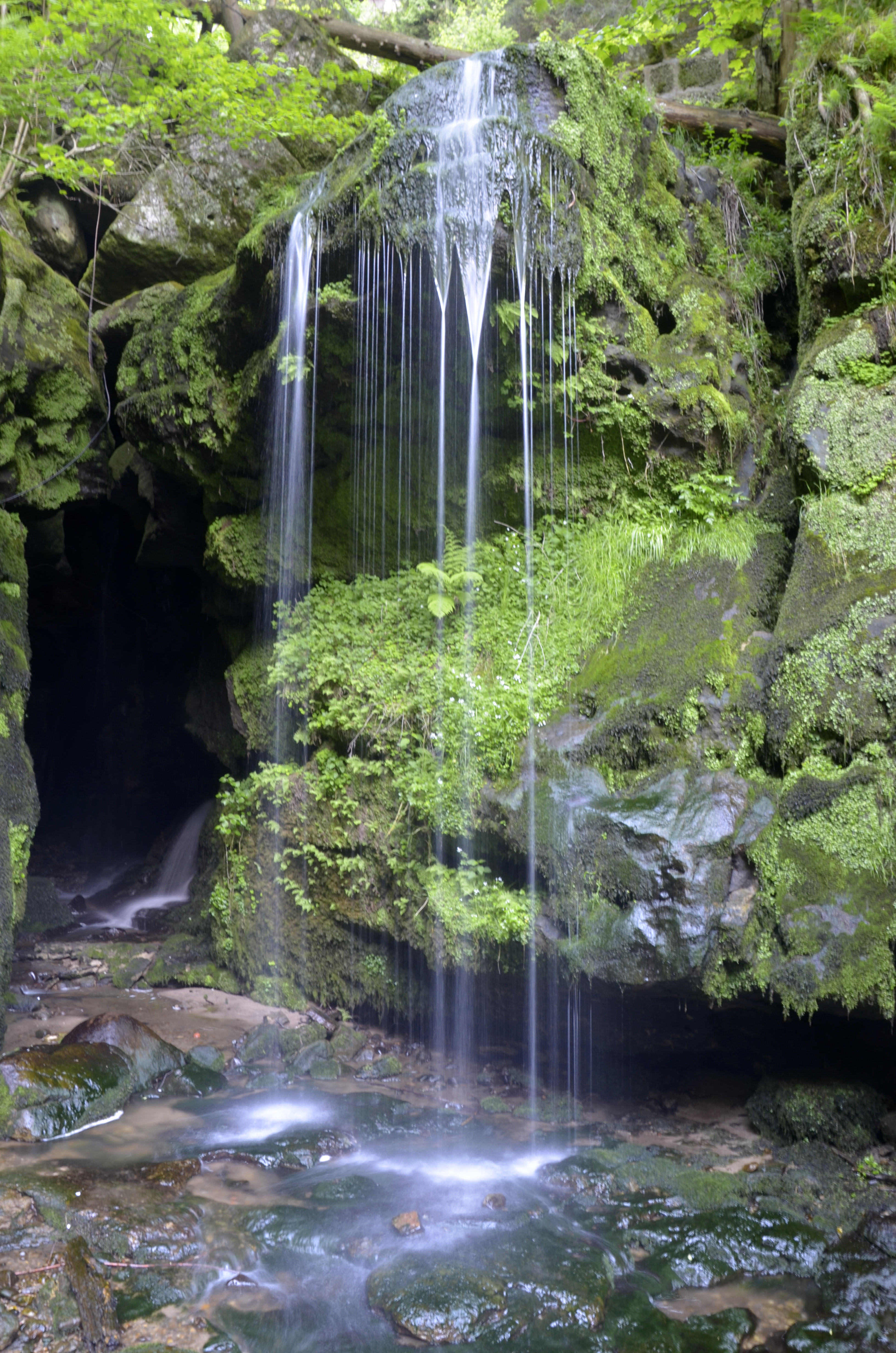
Grünbach am Amselfall

### Verlauf
Der Bach entspringt oberhalb des Hohnsteiner Ortsteils Rathewalde im Granit, wodurch er im Gegensatz zu kleineren Bächen im Sandstein eine ganzjährige Wasserzufuhr hat. Dies brachte ihm wohl den Namen des (immer)grünen Baches ein. Er nimmt mehrere kleinere Bäche und Rinnsale auf, unter anderem rund 300 Meter nach Verlassen der Ortschaft von rechts den Menselfluß. Nach weiteren rund 600 Metern stürzt der Grünbach an seiner mit rund 10 m Höhe größten Gefällestufe des hier klammartig verengten Amselgrundes über den Amselfall. In der danebenstehenden Amselfallbaude war bis 2017 ein Gasthaus.
Nachdem er den von links aus dem Höllgrund kommenden Dürren Bach aufgenommen hat, tritt der Grünbach einen knappen Kilometer nach dem Amselfall in den rund 600 Meter langen, vor allem touristisch genutzten Amselsee ein, der 1934 durch den Bau einer Staumauer geschaffen wurde. Nur etwa 200 Meter nach diesem ausgeglichensten Abschnitt des Grünbachs mündet von rechts und Westen her der Wehlgrundbach aus dem Wehlgrund, an dessen oberen Ende die Felsenbühne Rathen steht.
Der Grünbach erreicht im weiteren Verlauf den rechtselbischen Rathener Ortsteil Niederrathen und durchfließt nun die zweite Ortschaft in seinem Lauf. Dort mündet er in direkter Nachbarschaft zur Station der Gierfähre in die Elbe, die hier das Ende einer westwärts gewandten Flussschlinge erreicht, in die sie zuvor bei Prossen eingetreten ist.

### Zuflüsse und Nebentäler
Hierarchische Liste, jeweils von der Quelle zur Mündung:
- Menselfluß (rechts)
- Stürzt über den Amselfall herab
- Tiefer Grund (rechts)
- Schwedenlöcher (rechts)
- Dürrer Bach aus dem Nassen Grund (links)
  - Brückengrundbach aus dem Höllgrund (rechts)
- Durchfließt den Amselsee
  - Saugrund (links)
  - Raaber Kessel (rechts)
- Wehlgrundbach aus dem Wehlgrund (rechts)
- Durchfließt einen Mühlteich
- Köppelgrund (links)
  - Försterloch (linkes Obertal)
  - Buttermilchloch (rechtes Obertal)
  - Schwarzfärbergrund (rechts)
  - Aspichgraben (links)

## Schutzgebiete

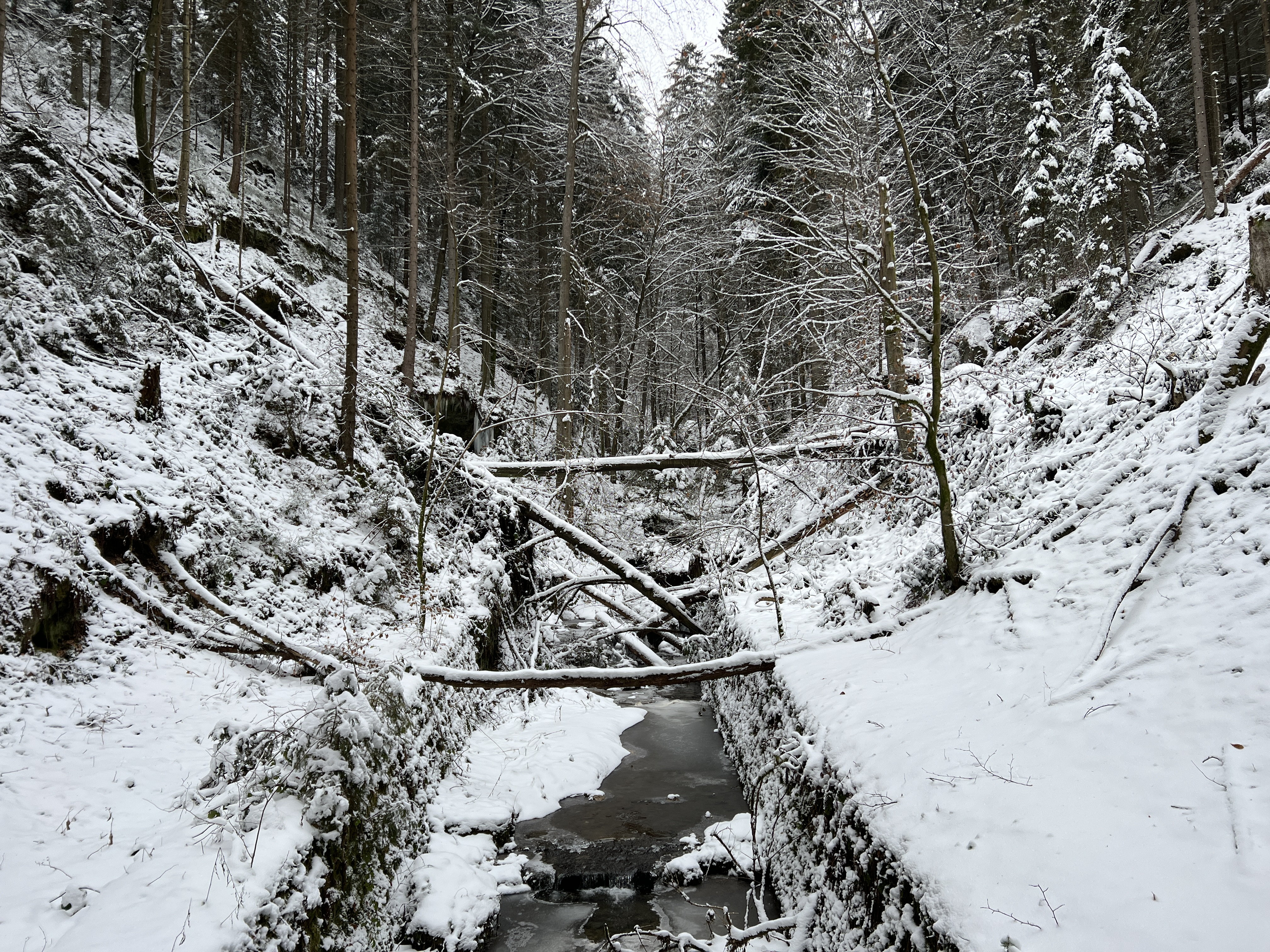
Winterliche Ansicht des Grünbaches in der wilden Kernzone des Nationalparks Sächsische Schweiz

Der Amselgrund mit dem Grünbach bildete abschnittsweise die östliche Grenze des 1938 gebildeten Naturschutzgebiets Bastei (7,8 km²), das 1956 eine Aufwertung durch die Ausweisung des Landschaftsschutzgebiets Sächsische Schweiz (368 km²) erhielt. Seit 1990 liegt das Amselgrundgebiet zudem im 93,5 km² großen Nationalpark Sächsische Schweiz.
Der Grünbach ist als potenzielles Salmonidengewässer klassifiziert, in ihm werden Lachse oder Forellen zum Laichen erwartet.